# Stomias brevibarbatus
Stomias brevibarbatus is een straalvinnige vissensoort uit de familie van Stomiidae. De wetenschappelijke naam van de soort is voor het eerst geldig gepubliceerd in 1918 door Ege.